# Sol Píccolo
Sol Píccolo (ur. 11 września 1996) – argentyńska siatkarka, reprezentantka kraju, grająca na pozycji przyjmującej. Obecnie występuje w drużynie Club Atlético Vélez Sársfield.

## Sukcesy reprezentacyjne
Mistrzostwo Argentyny:
- 2013
- 2014, 2017
- 2015

Puchar Panamerykański Kadetek:
- 2011

Mistrzostwa Ameryki Południowej Kadetek:
- 2012

Mistrzostwa Ameryki Południowej:
- 2013

Puchar Panamerykański:
- 2015

Puchar Panamerykański U-23:
- 2016

## Nagrody indywidualne
- 2016: Najlepsza przyjmująca Pucharu Panamerykańskiego U-23
- 2019: Najlepsza atakująca Mistrzostw Ameryki Południowej